# Texas Instruments TI-85
La TI-85 est une calculatrice graphique programmable commercialisée par Texas Instruments.
C'est la deuxième calculatrice graphique de Texas Instruments, après la TI-81. Elle a ensuite été remplacée depuis par la TI-86. Elle est plus puissante que la TI-81, et a été conçue pour les cours d'ingénierie et l'algèbre.
La TI-85 est la première calculatrice graphique permettant l'utilisation de programmes en assembleur Z80.
Des jeux comme Tetris ou Boulderdash ont été portés sur la calculatrice ainsi que des programmes de table périodique des éléments. L'utilisation de ces programmes est toutefois limitée par la taille de la mémoire disponible. Probablement en réaction à l'utilisation de programmes en assembleur, Texas Instrument présenta un mode assembleur dans ses modèles suivants telles les TI-83 et TI-86, ainsi qu'une capacité mémoire élargie.